# Günther Prutsch
Günther Prutsch (* 30. März 1952 in Lichendorf) ist ein österreichischer Politiker (SPÖ) und ehemaliger AMS-Geschäftsstellenleiter. Prutsch war zwischen 2004 und 2005 Mitglied des Bundesrates und von 1990 bis 2000, sowie von 2005 bis 2010 Abgeordneter zum Landtag Steiermark.

## Ausbildung und Beruf
Prutsch besuchte von 1958 bis 1962 die Volksschule in Lichendorf und im Anschluss von 1962 bis 1968 die Hauptschule Straß und das Bundesrealgymnasium Leibnitz. Danach wechselte er an das Oberstufenrealgymnasium Bad Radkersburg, das er 1971 mit der Matura abschloss. Er leistete in der Folge (1971/72) den Wehrdienst ab und studierte Medizin an der Universität Graz. 
Prutsch absolvierte von 1972 bis 1976 einen Auslandsaufenthalt und trat 1977 in das Arbeitsamt Leibnitz ein. Noch im selben Jahr wurde er nach Mureck versetzt und arbeitete seit 2000 erneut für das Arbeitsmarktservice (AMS) Leibnitz. Prutsch war zuletzt bis zu seiner Pensionierung Geschäftsstellenleiter des AMS Leibnitz. 

## Politik
Prutsch war seit 1984 Gemeinderat in der ehemaligen Gemeinde Ratschendorf und vertrat die SPÖ-Steiermark von 1990 bis 2000 im Steiermärkischen Landtag. Vom 1. März 2004 bis zum 24. Oktober 2005 war Prutsch Mitglied des Bundesrats, danach wechselte er erneut in den Steiermärkischen Landtag, in dem er am 25. Oktober 2005 als Abgeordneter angelobt wurde. Zudem ist Prutsch SPÖ-Bezirksvorsitzender von Radkersburg. Für die Landtagswahl 2010 kandidierte Günther Prutsch nicht mehr.

## Privates
Prutsch ist geschieden und Vater zweier erwachsener Töchter.